# 田中真彩
田中 真彩（たなか まあや、1998年3月14日 - ）は、愛媛県出身の女子競輪選手。日本競輪選手会愛媛支部所属、ホームバンクは松山競輪場。日本競輪学校（当時。以下、競輪学校）第112期生。師匠は宇根秀俊（80期）。

## 経歴
小学校から中学校まではバスケットボールに打ち込み、松山聖陵高等学校時代に自転車部に入部し、自転車競技を始めた。高校3年時に進路を考え、競輪選手を目指すことにしたという。
2016年1月14日、競輪学校第112回技能試験に合格。在校競走成績は15位（0勝）。
2017年7月18日、千葉競輪場でデビューし2着。初勝利は2018年3月29日の玉野競輪場で挙げた。
2021年1月14日引退。